# ابهایا مودرا

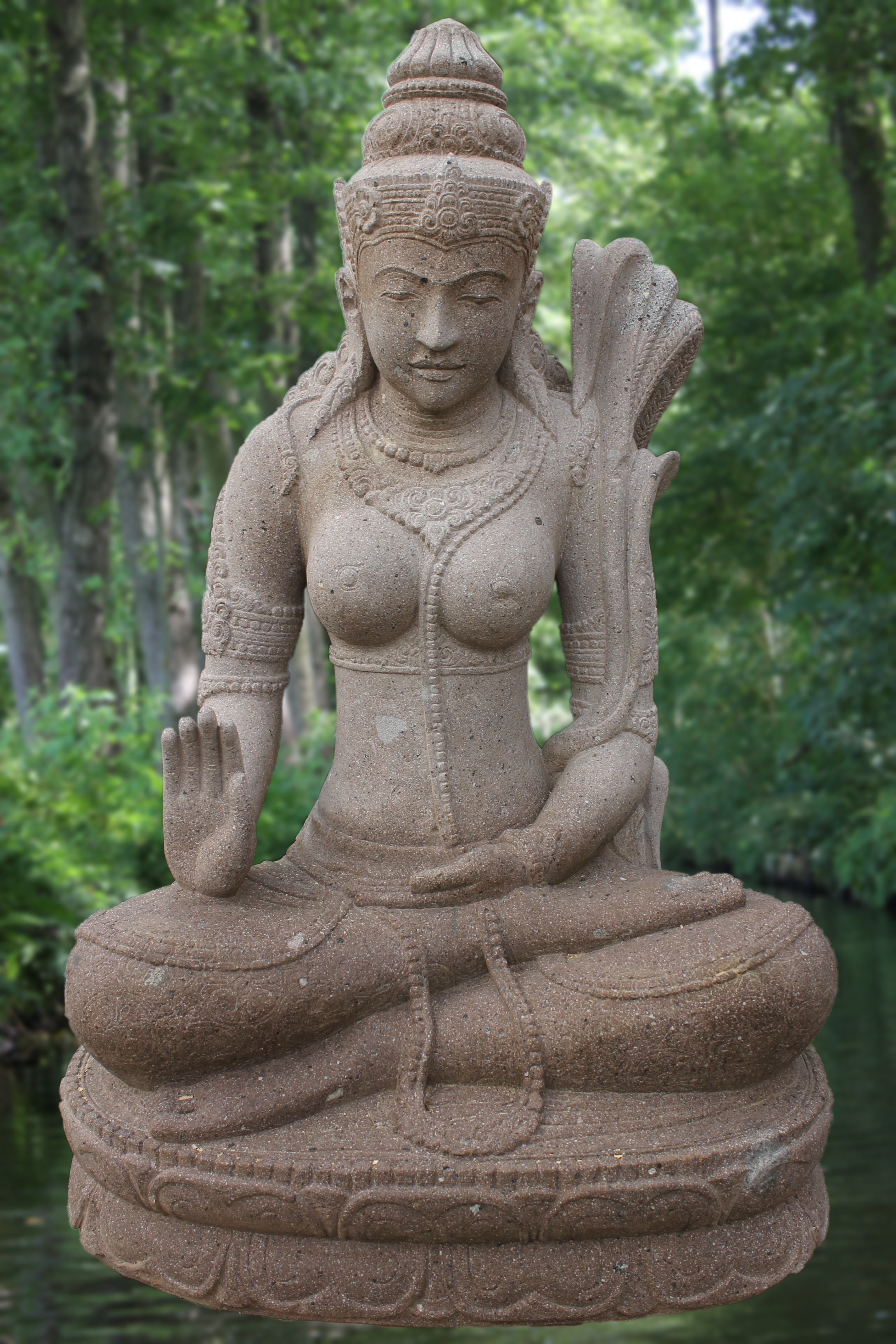
ابهایا مودرا

ابهایا مودرا (انگلیسی: Abhayamudrā)، یا ابهیه هسته یکی از حرکات دست راست با کف دست و انگشتان باز به سمت بالا، این حرکت ترس را دور می‌کند.

## مودرای بی ترسی
ابهایا مودرا (Abhaya-mudra) یا مودرای بی ترسی، در این حالت، دست راست بلند شده در حالی که کف دست به سوی مخاطب است. این مودرا، مخاطب را به آرامش و سکون دعوت می‌کند، و به او اطمینان می‌دهد که در حریم امن قرار دارد و نباید خوفی به دل راه دهد.

## نماد قانون گذاری
این حالت ضمن القای بی ترسی، نمادی از قانون گذاری است. تندیس بودا به عنوان شارع آیین بودا و ترویج دهندهٔ دهرمه (Dharma)، در همین حالت دیده می‌شود، بنابراین می‌توان گفت که حالت ابهایامودرا، از یک سو بودا را به عنوان شارع و قانونگذار معرفی می‌کند و از سوی دیگر وی را محافظ برقرارکنندهٔ امنّیت نشان می‌دهد.
نماد ابهایامودرا دربردارندهٔ آرامش و سکون دل برای همهٔ آنهایی است که به دهرمه روی می‌آورند.